# Клінчаєв Арсен Степанович
Арсе́н Степа́нович Клінча́єв (нар. 5 грудня 1968, м. Луганськ, УРСР, СРСР) — колабораціоніст з Росією, проросійський політик, член Партії Регіонів, депутат Луганської обласної ради. Відомий своїми проросійськими настроями та українофобією. Фігурант бази «Миротворець». Голова всеукраїнської громадської організації «Молода гвардія». Учасник бойових дій в Нагірному Карабасі на боці ЗС СРСР.

## Життєпис
Арсен Клінчаєв народився 5 грудня 1968 року в Луганську. За походженням — вірменин. У 1991 році Арсен Клінчаєв закінчив Донецьке вище військово-політичне училище, після чого у складі Збройних сил СРСР брав участь у бойових діях в Нагірному Карабасі . Виконував обов'язки замполіта, був командиром роти, удостоєний медалі «За відвагу». Після демобілізації мешкає у Луганську. Займався аеродизайном, у 2002 році одна з його робіт зайняла друге місце на міжнародному конкурсі в Москві.
З 2004 року почав брати активну участь у житті «Партії Регіонів», очолював всеукраїнську громадську організацію «Молода гвардія». У 2006 році в студії телекомпанії ІРТА наніс фізичні пошкодження студенту Сергію Мельничуку, що бажав мати право навчатися українською мовою. Клінчаєв завжди відзначався радикальністю своїх дій та антиукраїнськими настроями: бився з політичними опонентами у сесійній залі Верховної Ради, паплюжив білборди Тимошенко під час президентської кампанії 2010-го, а влітку 2013 року особисто намагався викинути з вагона опозиціонерів, які їхали до Києва на акцію «Вставай, Україно!».
У 2010 році Клінчаєв був ініціатором  встановлення пам'ятника Жертвам ОУН-УПА у Луганську, який був відкритий «для луганчан, загиблих від рук націоналістичних карателів з ОУН-УПА». Клінчаєа заявив, що пам'ятник необхідний для того, щоб кожен дізнався про злочини ОУН і УПА, які нібито «діяли більш по-звірячому, ніж фашисти». Також Клінчаєв заявив: 
| Школярі приходитимуть до меморіалу <…>, і ми будемо розповідати про молодих бійців гвардії, про жертви ОУН-УПА, і про справжніх ветеранів Великої Вітчизняної війни <…> Молодь повинна знати реальний стан справ навіть після декількох поколінь[6]». |
Після декларування намірів Віктора Януковича до інтеграції з Європою, Клінчаєв почав співпрацювати з Віктором Медведчуком та став керівником луганської ініціативної групи політсили «Український вибір». У січні 2014 року, під час вшанування пам'яті загиблих у подіях на вулиці Грушевського, Клінчаєв заявив, що вважає їх смерть правильною та закликав міліцію діяти ще жорсткіше. 1 березня того ж року в ході зібрання Народної ради Луганська під керівництвом Арсена Клінчаєва біля будівлі Луганської обласної державної адміністрації під вигуки «Росія з нами!» було піднято російський прапор. 10 березня в інтернеті з'явилося відео у якому лідер «Радикальної партії» Олег Ляшко разом з групою невідомих людей затримав депутата-сепаратиста, надягнувши на нього наручники, та спонукав Клінчаєва закликати соратників звільнити обласну адміністрацію і зняти російський «триколор». Втім, ближче до вечора того ж дня Клінчаєв був вже на свободі та пообіцяв Ляшку, що наступного разу той отримає кулю в лоб. Клінчаєва є засновником пересувного «Музею жертв Помаранчевої революції», який створив власним коштом.
У ніч з 9 на 10 березня 2014 року був затриманий і побитий. Арсен Клінчаєв був затриманий та доставлений до СІЗО співробітниками СБУ.
11 березня 2014 року був затриманий і доправлений в СІЗО співробітниками Служби безпеки України. За даними СБУ, Клінчаєв спланував разом з групою з 500 бойовиків захопити у Луганську обласні Управління СБУ, МВС та Державного казначейства.
23 вересня у Києві журналістка каналу TvI на зупинці громадського транспорту поставила Клінчаєву питання, чому він у Києві, а не в Росії, на що Клінчаєв відповів брудною лайкою та вдарив дівчину.
7 жовтня 2015 року Арсен Клінчаєв був побитий невідомими особами в Києві.
У серпні 2016 року Клінчаєв, який перебував під слідством, втік з України до Росії. Сталося це через те, що у Клінчаєва скінчився термін дії запобіжного заходу у вигляді домашнього арешту, а новий йому не продовжили. За даними сайту «Наші гроші», родичка слідчого, який вів справу, отримала у подарунок щонайменше одну київську квартиру Клінчаєва.
17 листопада 2016 року Клінчаєв був побитий невідомими у Сіверську.
У грудні 2016 року Клінчаєва було оголошено в розшук, Шевченківський районний суд Києва видав ордер на його затримання та арешт.

## Нагороди та візнаки
- Медаль «За відвагу» (1991)